# Гельфанд, Мишель
Мишель Дж. Гельфанд (род. 1967) — американский социальный психолог. Почётный профессор в Университете штата Мэриленд, Колледж Парк. Член НАН США (2021).

## Образование и карьера
Училась в университете Колгейт, где получила степень бакалавра психологии в 1989 году. Окончила Университет Иллинойса в Урбана-Шампейне в 1996 году, защитила диссертацию по социальной психологии и организационной психологии под руководством Гарри Триандиса, одного из основателей межкультурной психологии. Работала на факультете Нью-Йоркского университета с 1995 по 1996 год и в Университете штата Мэриленд, Колледж-Парк с 1996 года.
Гельфанд является редактором нескольких академических книг и серий, в том числе «Достижения в области культуры и психологии»; "Психология конфликтов и управление конфликтами в организациях" и «Справочник по переговорам и культуре». C 2009 по 2010 год была президентом Международной ассоциации по управлению конфликтами.

## Исследования
Исследовала эволюцию культурных различий и их последствия для отдельных людей во многих культурах, используя экспериментальные, вычислительные и нейронаучные методы. Изучала роль культуры в разрешении конфликтов, вопросах мести и примирения 
Культурная жесткость/свобода
Гельфанд считается основателем концепции культурной жесткости-свободы (tightness–looseness). Ей приписывают определение системы классификации культур на основе того, насколько та или иная культура придерживается социальных норм или терпит отклонения от таковой. Жесткие культуры имеют более строгие культурные нормы и строгие меры наказания за нарушения этих норм; свободные культуры имеют более слабые социальные нормы и более высокую терпимость к девиантному поведению. Гельфанд обнаружила, что жесткость социумов, как правило, связана с наличием внешних угроз, таких как стихийные бедствия, высокая плотность населения и др. Ее исследования показали, что моральная жесткость позволяет культурам более эффективно координировать свои действия, чтобы противостоять угрозам. Этот результат кратко изложен в книге Rule Makers, Rule Breakers: How Tight and Loose Cultures Wire Our World (2018) (в 2019 году книга переведена на русский).

## Избранные публикации
- Gelfand, Michele J.; Raver, Jana L.; Nishii, Lisa; Leslie, Lisa M.; Lun, Janetta et al. Differences Between Tight and Loose Cultures: A 33-Nation Study (англ.) // Science : journal. — 2011. — Vol. 332, no. 6033. — P. 1100—1104. — doi:10.1126/science.1197754. — PMID 21617077.
- Harrington, Jesse R.; Gelfand, Michele J. Tightness–looseness across the 50 united states (англ.) // Proceedings of the National Academy of Sciences of the United States of America : journal. — 2014. — Vol. 111, no. 22. — P. 7990—7995. — doi:10.1073/pnas.1317937111. — PMID 24843116. — PMC 4050535.
- Mu, Yan; Han, Shihui; Gelfand, Michele J. The role of gamma interbrain synchrony in social coordination when humans face territorial threats (англ.) // Social Cognitive and Affective Neuroscience[англ.] : journal. — 2017. — Vol. 12, no. 10. — P. 1614—1623. — doi:10.1093/scan/nsx093. — PMID 28985437. — PMC 5647809.
- Roos, Patrick; Gelfand, Michele J.; Nau, Dana; Lun, Janetta. Societal threat and cultural variation in the strength of social norms: An evolutionary basis (англ.) // Organizational Behavior and Human Decision Processes[англ.] : journal. — 2015. — Vol. 129. — P. 14—23. — doi:10.1016/j.obhdp.2015.01.003.
- Gelfand, Michele J.; Leslie, Lisa M.; Keller, Kirsten; de Dreu, Carsten. Conflict cultures in organizations: How leaders shape conflict cultures and their organizational-level consequences (англ.) // Journal of Applied Psychology[англ.] : journal. — 2012. — Vol. 97, no. 6. — P. 1131—1147. — doi:10.1037/a0029993. — PMID 23025807.
- Gelfand, Michele J.; Severance, Laura; Lee, Tiane; Bruss, C. Bayan; Lun, Janetta; Abdel-Latif, Abdel-Hamid; Moustafa Ahmed, Sally. Culture and getting to yes: The linguistic signature of creative agreements in the United States and Egypt (англ.) // Journal of Organizational Behavior[англ.] : journal. — 2015. — Vol. 36, no. 7. — P. 967—989. — doi:10.1002/job.2026.
- Imai, Lynne; Gelfand, Michele J. The culturally intelligent negotiator: The impact of cultural intelligence (CQ) on negotiation sequences and outcomes (англ.) // Organizational Behavior and Human Decision Processes[англ.] : journal. — 2010. — Vol. 112, no. 2. — P. 83—98. — doi:10.1016/j.obhdp.2010.02.001.
- Gelfand, Michele J.; Erez, Miriam; Aycan, Zeynep. Cross-cultural organizational behavior (неопр.) // Annual Review of Psychology. — 2007. — Т. 58. — С. 479—514. — doi:10.1146/annurev.psych.58.110405.085559. — PMID 17044797.
- Triandis, Harry C.; Gelfand, Michele J. Converging measurement of horizontal and vertical individualism and collectivism (англ.) // Journal of Personality and Social Psychology : journal. — 1998. — Vol. 74. — P. 118—128. — doi:10.1037/0022-3514.74.1.118.

На русском
- Мишель Гельфанд. Почему им можно, а нам нельзя? Откуда берутся социальные нормы = Michele Gelfand. Rule Makers, Rule Breakers: How Tight and Loose Cultures Wire Our World. — М.: Альпина Паблишер, 2019. — ISBN 978-5-9614-2144-6.